# Espen Knutsen
Kjell Espen "Shampo" Knutsen, född 12 januari 1972 i Oslo, är en norsk före detta professionell ishockeyspelare.
Knutsen slog igenom i norska Vålerenga IF. Därefter värvades Knutsen till Djurgårdens IF och därifrån till NHL:s Anaheim Mighty Ducks. Knutsen återvände senare till Djurgården för att sedan återigen spela i NHL, nu i Columbus Blue Jackets. Knutsen återkom ett par år senare till Djurgården men tvingades avsluta sin spelarkarriär på grund av fysiska problem.
Numera ingår Knutsen i Vålerenga IF:s stab. 2002 gjorde Knutsen ett inhopp i en All Star-match i NHL.
Under ett möte med Knutsens klubb Columbus Blue Jackets och Calgary Flames i Nationwide Arena 2002 styrdes ett skott från Knutsen upp på läktaren och träffade en trettonårig flicka i huvudet. Flickan avled två dagar senare. Efter olyckan, som var den första åskådarolyckan med dödlig utgång på 85 år i NHL, blev det obligatoriskt med skyddsnät på kortsidorna i NHL.

## Klubbar
- Djurgårdens IF Hockey, 1994–1998, 1999–00, 2004–05
- Anaheim Mighty Ducks, 1998–99
- Columbus Blue Jackets, 2000–2004